# Dampfnudel

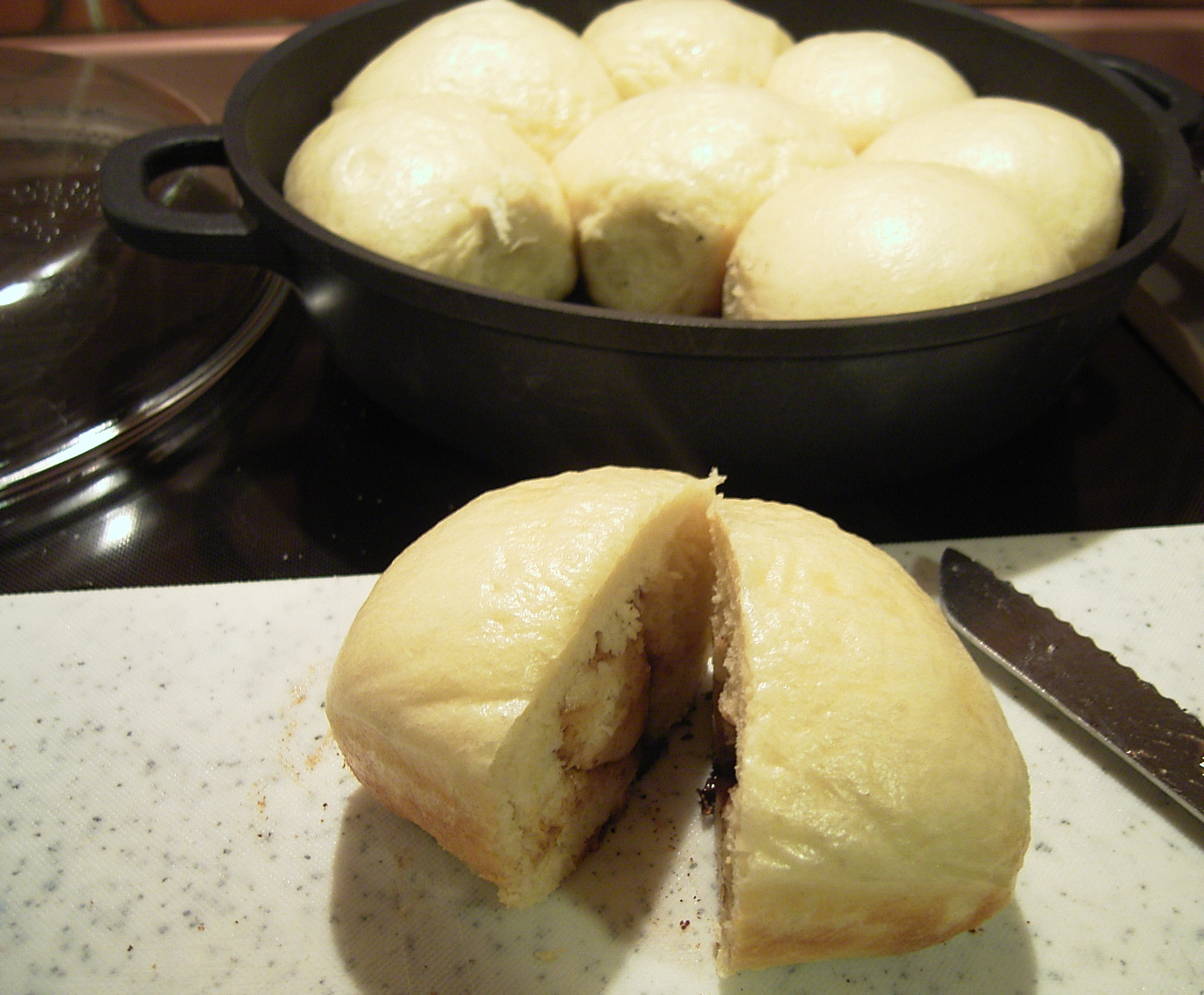
Dampfnudeln preparado para servir.

Dampfnudeln es un plato tradicional típico de la cocina de Alemania del Sur, Austria y la región francesa de Alsacia elaborado con una masa de harina con un relleno de mermelada de ciruela que puede ser servido como postre o como plato salado. En alemán "Dampfnudeln" significa "Pasta al vapor".

## Ingredientes y preparación
Los Dampfnudeln están elaborados con una masa de levadura fresca de harina (en el dialecto austriaco-alemán se denominan Germteig]). Los ingredientes más habituales son masa, que contiene leche, harina, levadura fresca, sal, algo de azúcar y grasa (por ejemplo: mantequilla) a menudo contiene huevo, todo ello mezclado y removido convenientemente hasta que se forman unas bolas. Esta masa se introduce en una olla (Con la tapa cerrada) con agua para que hierva, y se añade algo de leche y mantequilla (o se hace en una salmuera con tocino)
. Esta elaboración es contraria a los Germknödel, que sólo se cuecen en una salmuera. Los Dampfnudeln se cocinan hasta que adquieren una costra de color dorado algo salada (tras una cocción de casi 15-25 minutos). En este momento la costra hace que se adhieran con la superficie de la olla y es por esta razón por la que se suele cambiar de recipiente, bien sea con fondo más grueso o recubierto con teflón.

## Servir
Los Dampfnudel pueden servirse por ejemplo con hierbas diversas, ensaladas, pepinillos o con setas en salsa de crema como si de un plato principal se tratara. Se puede servir como postre con salsa de vainilla (caliente o fría) o con compota de bayas de arándano.
En el Palatinado es un plato tradicional como plato principal, que puede servirse por el contrario como un acompañamiento dulce (por ejemplo salsa de vino o frutas cocidas como bruno amarillo, ciruela, etc.) o con acompañamientos salados (por ejemplo: Kartoffelsuppe - sopa de patatas).